# 루시 진흙 화산

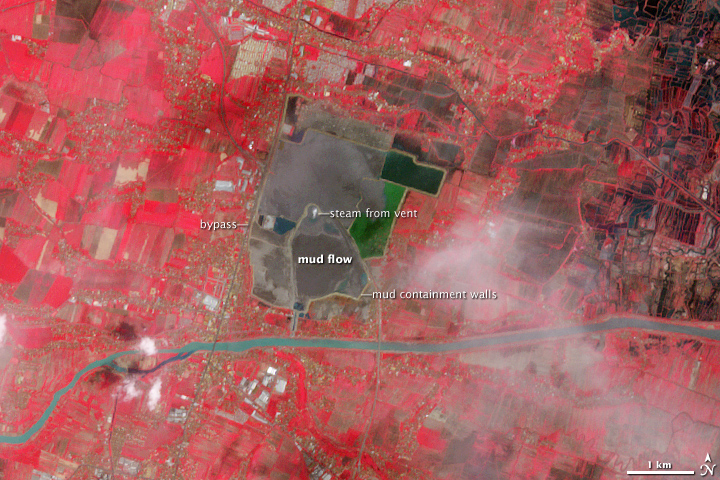
분출 초기인 2008년에 우주정거장에서 찍은 사진

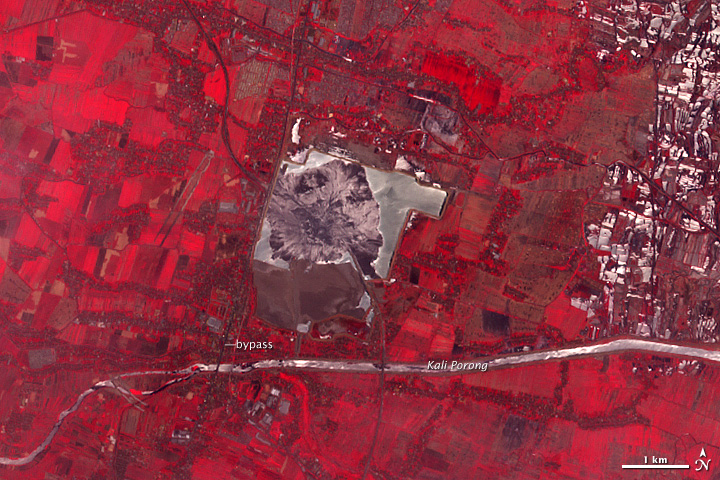
그 1년 후인 2009년에 찍은 사진

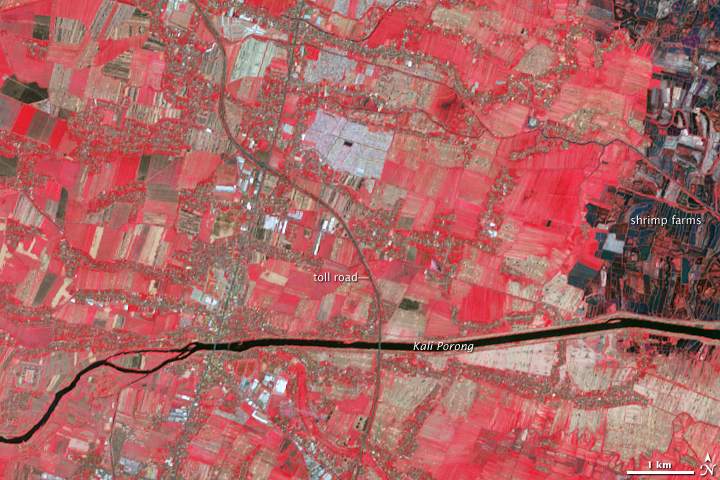
분출 전인 2004년에 찍은 사진

루시 진흙 화산(영어:Sidoarjo Mudflow/Lusi Mud Volcano) 혹은 룸푸르 시도아르조(Lumpur Sidoarjo)는 인도네시아 자와섬 수라바야 근처 시도아르조 지방에 있는 초대형 이화산이다. 이 진흙 화산은 2006년 첫 분출을 시작하여 이 결과로 10개가 넘는 마을이 매몰되고 13명의 사망자, 3만명이 집을 잃고 이재민이 발생하였다. 원인 불명의 이 진흙 화산의 분출은 지금까지도 진행 중이라고 하며, 아직 많은 양의 뜨거운 진흙과 연기를 내뿜고 있다. 지금 이 진흙 화산의 분화구는 서서히 진흙이 덮여 진흙 아래로 잠기고 있다. 진흙이 넘치면서 분화구가 가라앉고 있는 것이다. 분출의 원인은 인도네시아 시도아르조의 가스채굴회사의 무리한 석유개발과 천연가스 채굴, 머라피산 근처 욕야카르타에서 일어난 대지진으로 추측되고 있다. 그 가운데 채굴회사 라핀도 브란타스가 진흙 화산 밑에 숨겨진 천연가스관을 건드리면서 일어난 분출이라고들 하여, 7,700만 달러를 보상하라고 했다. 그러나 라핀도 채굴회사는 욕야카르타에서 일어난 지진으로 인한 자연재해라며 반발하였다. 그래서 아직까지도 분출의 원인이 밝혀지지 않고 있다 그렇기에 사건은 점점 미궁속으로 빠져들고 있다. 지금도 초강력 분출이 반복되고 있으며, 진흙의 수위는 점점 높아지고 있다.

## 종류
루시 화산의 종류는 분화구가 넓고 크고 구덩이처럼 형성되어있기 때문에 칼데라식 이화산으로 분류된다.

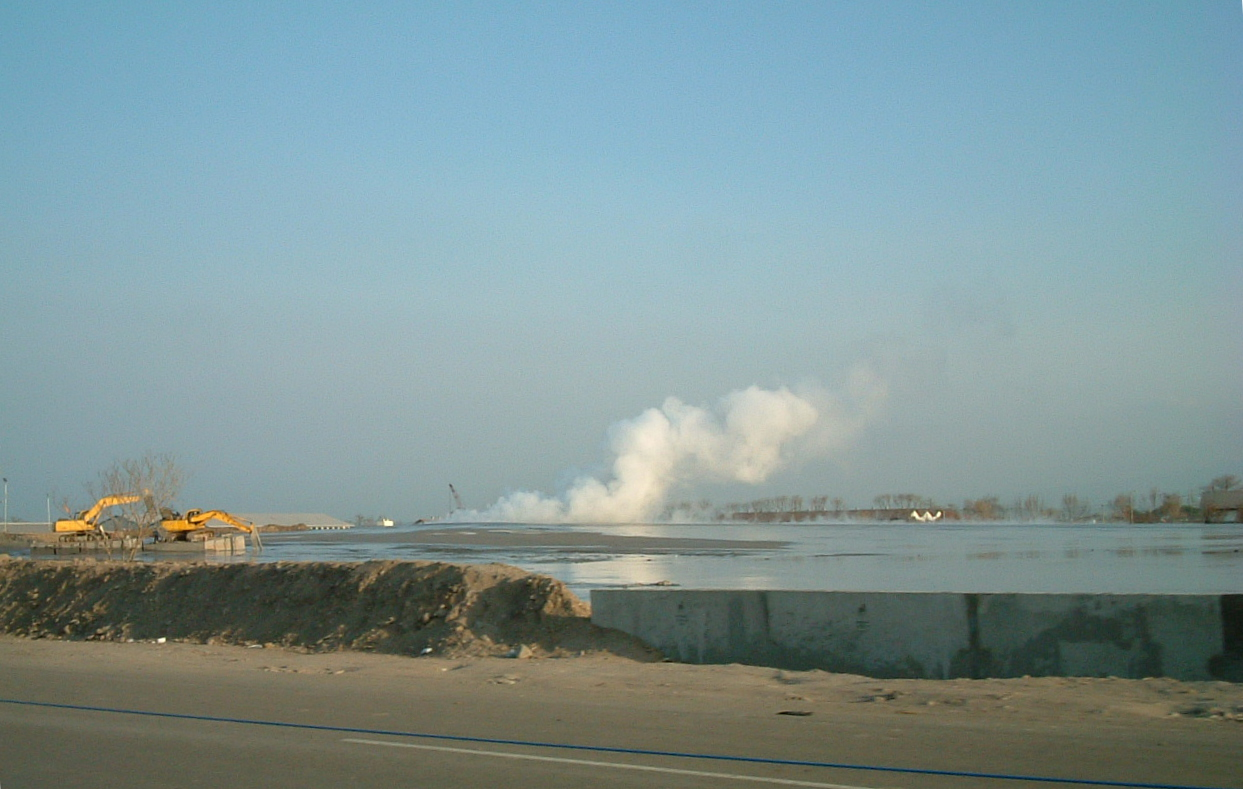
2006년 분출 초기 당시의 루시 진흙 화산의 연기

## 분출 원인
분출의 원인은 두 가지가 있는데, 하나는 욕야카르타에서 발생한 리히터 규모 6.3의 강진이다. 이 지진으로 인해 땅속의 진흙 체임버를 자극하여 분출하였다는 이야기다. 또 하나는 가스 채굴회사 '라핀도 브란타스'의 가스 채굴작업으로 인한 가스관 파열로 인한 분출이라는 것이다. 가스 채굴로 인한 분출이 유력한 가운데 라핀도 브란타스는 욕야카르타의 강진 이야기를 꺼내면서 원인은 밝혀지지 않았다. 갈수록 커져가는 다툼에 피해 주민들은 점점 지쳐가고 있다.